# 5 (Soft Machine)
5, detto anche Fifth,
(pubblicato nel 1972) è il quinto album della band inglese Soft Machine. Viene registrato tra la fine del 1971 e l'inizio del 1972 da una formazione a quattro elementi, in cui, accanto a Mike Ratledge (tastiere) Hugh Hopper (basso) ed Elton Dean (fiati), si alternano i batteristi Phil Howard e John Marshall. Dopo la pubblicazione di Fourth e prima della registrazione del nuovo album, Robert Wyatt, l'unico membro del gruppo, insieme a Ratledge, ad aver fatto continuativamente parte del progetto sin dagli esordi, viene estromesso dalla band e di lì in poi non parteciperà in alcun modo ai lavori successivi. All'abbandono di Wyatt è legata anche la virata di genere musicale, da un progressive marcatamente canterburiano con impianto jazz-rock ad un jazz sempre d'avanguardia ma più "puro".

## Tracce
Lato A
1. "All White" (Mike Ratledge) – 6:06
2. "Drop" (Ratledge) – 7:42
3. "M. C." (Hugh Hopper) – 4:57

Lato B
1. "As If" (Ratledge) – 8:02
2. "L B O" (John Marshall) – 1:54
3. "Pigling Bland" (Ratledge) – 4:24
4. "Bone" (Elton Dean) – 3:29

## Formazione
- Mike Ratledge - piano elettrico, organo
- Hugh Hopper - basso elettrico
- Elton Dean - sax alto, saxello, piano elettrico
- Phil Howard – batteria (tracce 1-3)
- John Marshall - batteria (tracce 4-7)

con la collaborazione di:
- Roy Babbington – contrabbasso (tracce 4-7)